# Walter Witzany
Walter Witzany (* 12. Februar 1943) ist ein ehemaliger Moderator bei Radio Oberösterreich.

## Leben
Der Sohn des Landessanitätsdirektors von Oberösterreich sollte eigentlich Arzt werden, wurde dann aber Drogist und war lange Zeit im veterinär-pharmazeutischen Außendienst bei Tierärzten tätig. In dieser Zeit besuchte der Schauspielschule und nahm Laienrollen im Landestheater und im Kellertheater in Linz an. 2001 war er Mitarbeiter der Euro-Information der Wirtschaftskammer Österreich unter Christoph Leitl. Durch Zufall las er einmal die Nachrichten im Radio Oberösterreich, wo er in der Folge von Reinhard Mildner gebeten wurde, eine Sendung der Reihe Radio Weiß-Rot zu moderieren.
In der Folge bekam er die Moderation mehrerer Sendungen übertragen. In der Sendung Radio Oberösterreich Café beschäftigten ihn die Sorgen seiner Hörer und er suchte mit anderen Hörern nach Lösungen. In seiner bekanntesten Sendung Witzany am Abend präsentierte er über zwanzig Jahre lang jeden Freitag ab 20h neben volkstümlicher Musik auch Talente aus Oberösterreich als Gäste. Im Jahr 2014 ging er in den Ruhestand.
Er ist verheiratet mit Cecilia Baldivieso de Witzany, einer Honorarkonsulin von Bolivien, mit der er eine Tochter hat.

## Biographie
Reinhold Gruber: www – Walter Witzanys Welt, Edition Oberösterreich, ISBN 978-3-7012-0047-4